# Mirijevo (gmina Žabari)
Mirijevo (cyr. Миријево) – wieś w Serbii, w okręgu braniczewskim, w gminie Žabari. W 2011 roku liczyła 372 mieszkańców.